# Barostat
Barostat leitet sich von altgriechisch βάρος báros „Schwere, Gewicht“ und στατός statos = „stehend“ ab, steht also für ein Gerät (oder in Computersimulationen eine Routine) zur Herstellung eines konstanten Drucks.

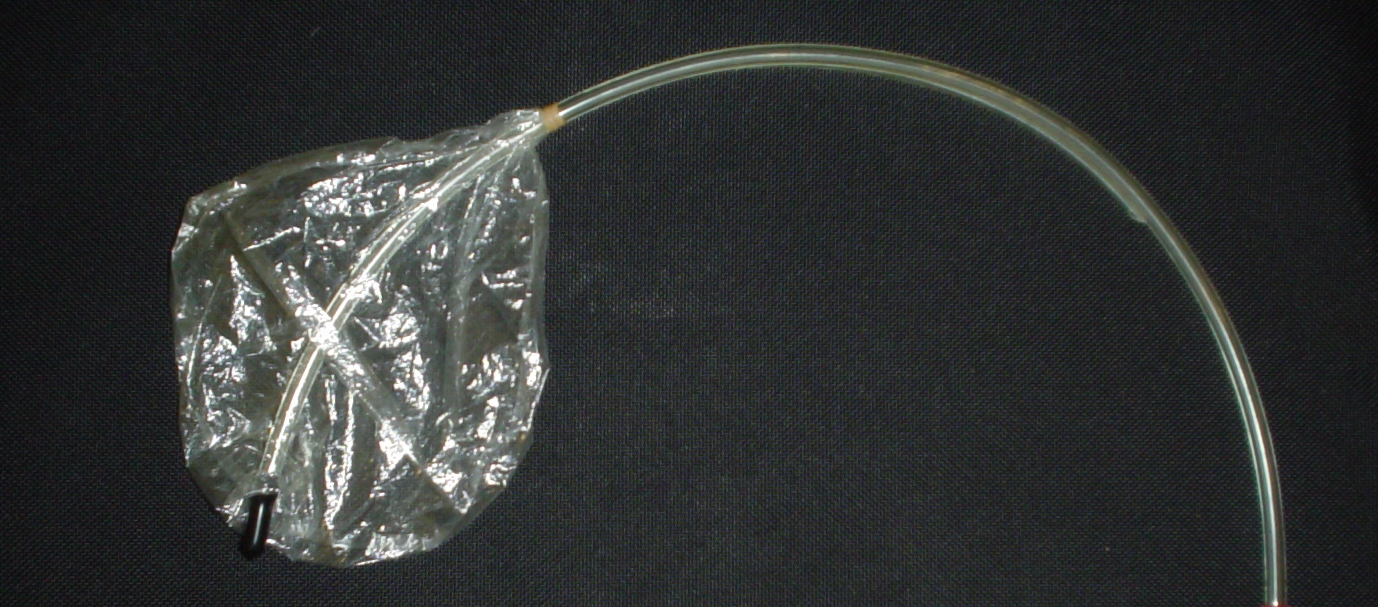
Rektaler Barostat-Ballon, entfaltet

In der neurogastroenterologischen Forschung bezeichnet ein Barostat eine pneumatische Pumpe zum Bereitstellen konstanter Drücke in einem Ballon. Ein Barostat wird benutzt, um Compliance und Tonus der Darmwand zu messen oder um sensorische Schwellen zu bestimmen.
Eine speziell konstruierte Kolbenpumpe wird benötigt, weil die Darmwand sich – spontan und reflexartig – außerordentlich ausdehnen und kontrahieren kann. Ein Ballon, der irgendwo im Darm platziert ist, muss dann schnell aufgeblasen oder es muss Luft abgelassen werden, damit ein konstanter Druck aufrechterhalten werden kann.
Barostat-Ballon-Systeme sind überall im Verdauungstrakt benutzt worden, unter anderem in Speiseröhre, Magen, Duodenum, Dickdarm und Rektum.
Computergesteuerte Barostate werden häufig verwendet, um Wahrnehmungs- und Schmerzschwellen im Darm zu bestimmen. Schmerzschwellenbestimmung in der Ampulla recti ist als diagnostischer Test für das Reizdarmsyndrom vorgeschlagen worden.
Eine typische Methode ist die sogenannte single random staircase- oder tracking-Prozedur. Das ist eine Kombination aus zwei Paradigmen, die in der Psychophysik verwendet werden: aufsteigende Stimuli (die zur Verzerrung tendieren) und zufällige Stimuli. Zufällige Stimuli werden als unethisch angesehen, da Schmerzschwellen bei unterschiedlichen Menschen sehr verschieden sind und daher zufällige Stimuli im Einzelfall sehr wehtun können. In einer tracking-Prozedur werden aufsteigende Stimuli verwendet, bis die Schwelle erstmals erreicht ist. Dann beginnt die tracking-Phase. Wenn der Proband den Stimulus höher als die Schwelle bewertet, dann ist der nächste Stimulus zufällig entweder weniger oder gleich intensiv ausgewählt. Wird der Stimulus dagegen geringer als die Schwelle bewertet, dann ist der nächste Stimulus genauso intensiv oder stärker. Dadurch sind die Stimulusintensitäten nicht vorhersagbar.